# Popis hrvatskih veleposlanika u DNR Koreji
Republika Hrvatska i Demokratska Narodna Republika Koreja održavaju diplomatske odnose od 30. studenoga 1992. Sjedište veleposlanstva je u Pekingu.

## Veleposlanici
Hrvatska nema rezidentno veleposlanstvo u DNR Koreji. Veleposlanstvo Republike Hrvatske u NR Kini pokriva Mongoliju i Demokratsku Narodnu Republiku Koreju.
| Veleposlanik      | Postavljenje       | Opoziv              | Sjedište |
| ----------------- | ------------------ | ------------------- | -------- |
| Branimir Strenja  | 20. prosinca 1995. | 1. kolovoza 1999.   | Peking   |
| Željko Kirinčić   | 17. ožujka 2000.   | 30. studenoga 2003. | Peking   |
| Boris Velić       | 22. prosinca 2003. | 31. listopada 2008. | Peking   |
| Ante Simonić      | 19. veljače 2009.  | 31. srpnja 2013.    | Peking   |
| Nebojša Koharović | 17. srpnja 2014.   |                     | Peking   |

## Vanjske poveznice
- DNR Koreja na stranici MVEP-a